# Soukhoï Su-5
Le Soukhoï I-107, aussi nommé Su-5, est un prototype d’avion de chasse soviétique équipé d’un moteur à hélice classique et d'un motoréacteur.

## Historique et développement
En janvier 1944, le bureau d’étude Soukhoï décida de sa propre initiative de travailler sur un chasseur monoplace monoplan propulsé par un moteur à hélice Klimov VK-107A classique et d’un motoréacteur. L'avion fut appelé I-107, puis plus tard Su-5.
À cause du retard de livraison du moteur, le prototype ne put faire son premier vol que le 6 avril 1945, piloté par G.I. Komarov. Les tests continuèrent jusqu'à ce que le moteur cesse de fonctionner, le 15 juin. Il fallut de nombreuses semaines pour se procurer un nouveau moteur, pendant lesquelles le profil des ailes fut revu. Les tests reprirent début août, mais s’arrêtèrent le 18 octobre pour les mêmes raisons. Il fut alors impossible de s’en procurer un autre, car le projet I-250 de Mikoyan, mieux avancé, était fourni en priorité.
Le programme fut arrêté par le gouvernement en 1946.

### Aéronefs comparables
Mikoyan-Gourevitch MiG I-250

### Ordre de désignation
Su-1 - Su-2 - Su-3 - Su-4 - Su-5 - Su-6 - Su-7